# Cijene električne energije
Cijene električne energije (koje se ponekad nazivaju tarifom za električnu energiju ili cijena električne energije) uvelike variraju od zemlje do zemlje i mogu se značajno razlikovati od lokaliteta do lokaliteta unutar određene zemlje. Mnogi čimbenici ulaze u određivanje tarife za električnu energiju, kao što su cijena proizvodnje električne energije, vladine subvencije, lokalni vremenski obrasci, infrastruktura za prijenos i distribuciju te regulacija industrije. "Cijene električne energije općenito odražavaju troškove izgradnje, financiranja, održavanja i upravljanja elektranama i električnom mrežom." Neke komunalne usluge su profitne, a njihove cijene također uključuju financijski povrat dioničarima i vlasnicima. Tarife za električnu energiju razlikuju se ovisno o vrsti kupca, obično prema stambenim, komercijalnim i industrijskim vezama. Predviđanje cijene električne energije je metoda kojom proizvođač, komunalno poduzeće ili veliki industrijski potrošač može s razumnom točnošću predvidjeti veleprodajne cijene električne energije. Trošak isporuke električne energije varira iz minute u minutu.

## Struktura stopa
U standardno reguliranim monopolskim tržištima, cijene električne energije obično se razlikuju za stambene, komercijalne i industrijske korisnike. Stope se određuju kroz regulatorni proces koji nadzire komunalno povjerenstvo.
Cijene za pojedine klase kupaca električne energije mogu varirati ovisno o vremenu nazvanom TOU ili vremenu korištenja ili kapacitetu ili prirodi opskrbnog kruga (npr. 5 kW, 12 kW, 18 kW, 24 kW su tipični za neke velikih razvijenih zemalja); za industrijske kupce, jednofazne u odnosu na trofaznu, itd. Cijene su obično najviše za komercijalne i rezidencijalne potrošače zbog dodatnih troškova povezanih s povlačenjem distribucijskog napona. Cijena električne energije za industrijske potrošače je relativno ista kao i veleprodajna cijena električne energije, jer troše više energije pri višim naponima. Opskrba električnom energijom na visokim naponima na razini prijenosa učinkovitija je i stoga jeftinija.
Dvije najčešće razlike između korisničkih klasa su veličina opterećenja i profil upotrebe. U mnogim slučajevima, vrijeme upotrebe (TOU) i faktor opterećenja su značajniji čimbenici od veličine opterećenja. Doprinos vrhunskom opterećenju je iznimno važan čimbenik u određivanju klase kupaca. Opterećenja potrošača mogu se okarakterizirati kao vrhunac, izvan vršnog opterećenja, bazna opterećenja i sezonska opterećenja. Komunalne usluge različito ocjenjuju svako opterećenje, jer svaka od njih ima različite implikacije za elektroenergetski sustav.
Uključivanje distribuirane proizvodnje obnovljive energije i AMI u modernu električnu mrežu uvelo je mnoge alternativne strukture stopa. Jednostavna (ili fiksna) stopa, višestruka (ili stepenasta) stopa, TOU, stope potražnje, stupnjevane unutar TOU-a, sezonske i vikend / ljetne stope su među nekoliko stambenih struktura koje nude moderni uslužni programi. Jednostavna stopa naplaćuje određeni dolar po potrošenom kilovatu ($ / kWh). Stopa stopa je jedan od najčešćih stambenih stopa programa, i naplaćuje višu stopu kao kupac korištenje povećava. TOU i stope potražnje strukturirane su kako bi se pomoglo održavanju / kontroli vršne potražnje za komunalne usluge. Koncept u svojoj srži je odvratiti kupce od doprinosa u vrijeme najvećeg opterećenja tako što će im naplatiti više novca za korištenje struje u to vrijeme.
Feed-in tarifa (FIT) je politika opskrbe energijom koja podupire razvoj proizvodnje obnovljive energije. FIT daju financijsku korist proizvođačima obnovljive energije. U Sjedinjenim Američkim Državama, FIT politike jamče da će obnovljivi generatori koji imaju pravo na električnu energiju kupovati njihovu električnu energiju.  FIT ugovor sadrži zajamčeno vremensko razdoblje (obično 15-20 godina) da će se plaćanje u dolarima po kilovat satu ($ / kWh) izvršiti za puni output sustava.
Neto mjerenje je još jedan mehanizam naplate koji podržava razvoj proizvodnje obnovljive energije, posebice solarne energije. Mehanizam osigurava vlasnicima solarnih sustava za električnu energiju koju njihov sustav dodaje mreži. Stanovnici s krovnim fotonaponskim sustavom obično generiraju više električne energije nego što njihova kuća troši tijekom dana, tako da je neto mjerenje posebno povoljno. Za to vrijeme kada je proizvodnja veća od potrošnje, kućni električni brojilac će raditi unatrag kako bi osigurao kredit na računu za struju.
The cost also differs by the power source. Trošak se također razlikuje prema izvoru napajanja. Neto sadašnja vrijednost jediničnog troška električne energije tijekom životnog vijeka proizvodnog sredstva poznata je kao visina troška električne energije (LCOE). LCOE je najbolja vrijednost za usporedbu različitih metoda generiranja na dosljednoj osnovi.
U SAD-u je procijenjeni LCOE za različite izvore:
| Izvor generacije              | LCOE (2015$/kWh) |
| Gas Combined Cycle            | 0.042-0.078      |
| Ugljen                        | 0.06-0.143       |
| Nuclear                       | 0.112-0.183      |
| Solar PV, Rooftop Residential | 0.187-0.319      |
| Solar PV, Utility             | 0.046-0.053      |
| Vjetar                        | 0.03-0.06        |

## Usporedba cijena
Tablica u nastavku prikazuje jednostavnu usporedbu tarifa za električnu energiju u zemljama $0.14 i područjima širom svijeta, izraženih u američkim dolarima. Usporedba ne uzima u obzir čimbenike, uključujući fluktuirajuće međunarodne tečajeve, državu kupovna moć, državne subvencije električne energije ili popuste na malo koji su često dostupni u deregulirano tržište električne energije.
Primjerice, u 2012. Havaji stanovnici su imali najvišu prosječnu stopu električne energije u SAD ($7.34 kW/kWh), dok su stanovnici Louisiane imali najniže prosječne troškove električne energije za stanovanje 8.37¢/kWh. Čak iu susjednim SAD jaz je značajan, jer New York stanovnici imaju najveće prosječne stope stanovanja za struju u nižim 48 američkim državama 17.62¢ kW/kWh.

### Eurostat
U sljedećoj tablici prikazane su cijene električne energije za kućanstva i potrošače koji nisu kućanstva unutar Europske unije (EU) i Islanda, Lihtenštajna, Norveške, Albanije, Republike Makedonije, Crne Gore, Srbije, Turske, Bosne i Hercegovine, Kosova, Moldavije i Ukrajine.
| Country                | Households | Non-Household |
| ---------------------- | ---------- | ------------- |
| Austrija               | 0.197      | 0.100         |
| Belgija                | 0.286      | 0.108         |
| Bugarska               | 0.098      | 0.074         |
| Hrvatska               | 0.131      | 0.098         |
| Cipar                  | 0.179      | 0.136         |
| Češka                  | 0.153      | 0.073         |
| Danska                 | 0.307      | 0.100         |
| Estonija               | 0.138      | 0.089         |
| Finska                 | 0.163      | 0.069         |
| Francuska              | 0.179      | 0.094         |
| Njemačka               | 0.307      | 0.153         |
| Grčka                  | 0.156      | 0.117         |
| Mađarska               | 0.113      | 0.078         |
| Irska                  | 0.250      | 0.132         |
| Italija                | 0.215      | 0.150         |
| Latvija                | 0.158      | 0.116         |
| Litva                  | 0.110      | 0.082         |
| Luksemburg             | 0.168      | 0.083         |
| Malta                  | 0.136      | 0.138         |
| Nizozemska             | 0.176      | 0.086         |
| Poljska                | 0.145      | 0.086         |
| Portugal               | 0.228      | 0.117         |
| Rumunjska              | 0.141      | 0.086         |
| Slovačka               | 0.148      | 0.114         |
| Slovenija              | 0.162      | 0.079         |
| Španjolska             | 0.223      | 0.106         |
| Švedska                | 0.213      | 0.069         |
| Ujedinjeno Kraljevstvo | 0.190      | 0.127         |

## Predviđanje cijena električne energije
Predviđanje cijene električne energije proces je korištenja matematičkih modela za predviđanje cijena električne energije u budućnosti.

### Metodologija prognoziranja
Najjednostavniji model za predviđanje dana unaprijed je tražiti od svake generacije izvora ponudu za blokove generacije i odabrati najjeftinije ponude. Ako nema dovoljno ponuda, cijena se povećava. Ako je podneseno previše ponuda, cijena može doseći nulu ili postati negativna. Cijena ponude uključuje trošak proizvodnje kao i troškove prijenosa, zajedno s dobiti. Energija se može prodati ili kupiti od susjednih pool pools.
Koncept neovisnih operatora sustava (ISO) potiče konkurenciju za generiranje među sudionicima na veleprodajnom tržištu razdvajanjem operacija prijenosa i proizvodnje. NOS koriste tržišta temeljena na licitaciji kako bi odredila ekonomsku otpremu.
Vjetar i solarna energija se ne otpremaju. Takva se moć obično prodaje prije bilo koje druge ponude, po unaprijed određenoj stopi za svakog dobavljača. Svaki se višak prodaje drugom operatoru mreže, ili pohranjuje, koristeći pumped-storage hydroelectricity, ili u najgorem slučaju, ograničen. Smanjenje bi potencijalno moglo značajno utjecati na ekonomske i ekološke prednosti solarne energije na većim razinama penetracije PV-a.

### Utjecajni čimbenici
Električna energija se ne može pohraniti tako lako kao plin, ona se proizvodi u točno određenom trenutku. Stoga će svi čimbenici ponude i potražnje imati izravan utjecaj na cijenu električne energije na spot tržištu. Osim troškova proizvodnje, cijene električne energije određuju se prema ponudi i potražnji.
Na kratkoročne cijene najviše utječu vremenske prilike. Potražnja zbog zagrijavanja u zimskim mjesecima i hlađenja tijekom ljeta glavni su pokretači sezonskog rasta cijena. U 2017. godini u SAD-u je planirano da svojim kapacitetima doda 13 GW generacije prirodnog plina. Dodatni kapacitet loženja prirodnim plinom smanjuje cijenu električne energije i povećava potražnju.
Osiguranje prirodnih resursa jedne zemlje, kao i njihovi propisi, uvelike utječu na tarife sa strane ponude. Na ponudu opskrbe električnom energijom najviše utječu cijene goriva i cijene CO2. Cijene ugljika u EU udvostručile su se od 2017. godine, što ga čini značajnim pokretačkim čimbenikom cijene.

#### Vrijeme
Istraživanja pokazuju da općenito potražnja za električnom energijom uvelike potiče temperatura. Potražnja Grijanje u zimsko i hlađenje potražnji klima uređaji u ljeto je ono što prvenstveno pokreće sezonske vrhove u većini regija. Stupanj grijanja dans i stupanj hlađenja dans pomažu u mjerenju potrošnje energije upućivanjem na vanjsku temperaturu iznad i ispod 65 stupnjeva Fahrenheit, što je opće prihvaćena osnovna linija .
Što se tiče obnovljivih izvora poput sunca i vjetra, vrijeme utječe na opskrbu. Kalifornijska krivulja patke [cite] pokazuje razliku između potražnje za električnom energijom i količine solarne energije dostupne tijekom dana. Na sunčan dan, solarna energija preplavljuje tržište proizvodnje električne energije, a zatim pada tijekom večernje sunčane večeri, kada potražnja struje doseže vrhunac.

#### Dostupnost hidroenergije
Snowpack, flowflows, sezonalnost, losos, itd. Sve utječu na količinu vode koja može protjecati kroz branu u bilo kojem trenutku. Predviđanje ovih varijabli predviđa raspoloživu potencijalnu energiju za branu za određeno razdoblje. Neke regije kao što su Egipat, Kina i Pacific dobile su značajnu generaciju iz hidroelektrana brana. U 2015. godini SAIDI i SAIFI više su nego udvostručeni u odnosu na prethodnu godinu u Zambiji zbog niskih zaliha vode u hidroelektranama uzrokovanih nedovoljnim količinama oborina.

#### Prekidi u elektrani i prijenosu
Bilo da su planirane ili neplanirane, ispadi utječu na ukupnu količinu energije koja je dostupna mreži. Prekidi narušavanja opskrbe električnom energijom utječu na cijenu.

#### Ekonomsko zdravlje
Tijekom gospodarskih teškoća mnoge tvornice smanjile su proizvodnju zbog smanjenja potražnje potrošača i time smanjile potražnju za električnom energijom.
Globalna tržišta
Ujedinjeno Kraljevstvo je već više od deset godina neto uvoznik energije, a kako kapacitet proizvodnje i rezerve smanjuju razinu uvoza doseže vrhunac svih vremena.  Njihova ovisnost o cijenama goriva na međunarodnim tržištima ima ogroman učinak na cijenu električne energije, posebno ako se tečaj smanji. Biti energetski ovisan čini njihovu cijenu električne energije osjetljivom i na svjetske događaje.
Vladina uredba
Vlade mogu odlučiti da tarife za električnu energiju učine pristupačnim za svoje stanovništvo putem subvencija proizvođačima i potrošačima. Većina zemalja za koje je karakteristično da imaju niskoenergetski pristup imaju elektroenergetska poduzeća koja ne dobivaju nikakve kapitalne i operativne troškove zbog visokih razina subvencija.
U Sjedinjenim Američkim Državama, federalne intervencije i subvencije za energiju mogu se klasificirati kao porezni izdaci, izravni rashodi, istraživanje i razvoj (R&D) i DOE kreditna jamstva. Većina federalnih subvencija u 2016. godini bila je podrška razvoju obnovljivih izvora energije i mjerama energetske učinkovitosti.

### Kvaliteta energije
Prekomjerna Total Harmonic Distortions (THD), a ne jedinstvo Faktor snage (PF) je skupa na svim razinama tržišta električne energije. Trošak utjecaja PF i THD teško je procijeniti, ali oba mogu potencijalno uzrokovati toplinu, vibracije, neispravnost, pa čak i topljenje. Faktor snage je omjer stvarne i prividne snage u elektroenergetskom sustavu. Crtanje više struje rezultira nižim faktorom snage. Veće struje zahtijevaju skuplju infrastrukturu kako bi se smanjio gubitak snage, pa se potrošači s malim faktorima snage naplaćuju višom stopom električne energije.  Pravi faktor snage je faktor snage pomaka i THE. Kvaliteta električne energije obično se prati na razini prijenosa. Spektar kompenzacijskih uređaja ublažiti loše ishode, ali poboljšanja se mogu postići samo uređajima za ispravljanje u stvarnom vremenu (stari način zamjene stila, moderni mali brzinski DSP i gotovo u stvarnom vremenu). Većina modernih uređaja smanjuje probleme, a zadržava povrat ulaganja i značajno smanjuje struje tla. Problemi s kvalitetom energije mogu uzrokovati pogrešne odgovore mnogih vrsta analogne i digitalne opreme, gdje bi odgovor mogao biti nepredvidljiv.

### Fazno uravnoteženje
Najčešća distribucijska mreža i generiranje je izvedeno s 3 fazne strukture, s posebnim naglaskom na fazno uravnoteženje i rezultirajuće smanjenje struje uzemljenja. To vrijedi za industrijske ili komercijalne mreže gdje se većina energije koristi u 3-faznim strojevima, ali laki komercijalni i rezidencijalni korisnici nemaju mogućnosti faznog uravnoteženja u stvarnom vremenu. Često ovaj problem dovodi do neočekivanog ponašanja ili neispravnosti opreme te u ekstremnim slučajevima požara. Primjerice, osjetljiva profesionalna analogna ili digitalna oprema za snimanje mora biti povezana s dobro uravnoteženim i uzemljenim mrežama za napajanje. Da bi se utvrdili i ublažili troškovi neuravnotežene električne mreže, električna poduzeća u većini slučajeva naplaćuju po potražnji ili kao zasebnu kategoriju za teška neuravnotežena opterećenja. Dostupno je nekoliko jednostavnih tehnika za balansiranje koje zahtijevaju brzo računanje i modeliranje u stvarnom vremenu.

## Vanjske poveznice
- Globalne cijene benzina
- JCM Contour Map  Arhivirana inačica izvorne stranice od 24. siječnja 2019. (Wayback Machine)
- Electricity Price Forecasting
- Electricity Price Comparison Service UK  Arhivirana inačica izvorne stranice od 4. listopada 2016. (Wayback Machine)